# ريتشارد أوخيدا
ريتشارد أوخيدا هو عسكري وسياسي أمريكي، ولد في 25 سبتمبر 1970 في روشستر في الولايات المتحدة. نشط حزبياً في الحزب الديمقراطي. وقد انتخب عضو مجلس ولاية فيرجينيا الغربية ‏ (1 ديسمبر 2016 – 14 يناير 2019).

## وصلات خارجية
- الموقع الرسمي
- ريتشارد أوخيدا على موقع IMDb (الإنجليزية)
- ريتشارد أوخيدا على موقع قاعدة بيانات الفيلم (الإنجليزية)